# Gabriel Bergenstråhle
För den andre Bergenstråhle med samma namn, se Claes Gabriel Bergenstråhle.
Gabriel Bergenstråhle, före adlandet 1719 Wetterberg, född 27 september 1665 i Jönköping, Jönköpings län, död 23 februari 1729 i Kristbergs församling, Östergötlands län, var en svensk brukspatron. 

## Biografi
Gabriel Bergenstråhle föddes 1665 i Jönköping. Han var son till rådmannen Nils Jonsson och Anna Henriksdotter. Bergenstråhle blev 1682 skrivare vid Lanforsens bruk i Bjurkärns socken. Han blev 1683 skrivare hos jägmästaren A. Molithaeus och 1684 hos bruksinspektorn Christoffer Geijer.
Under skånska kriget tjänstgjorde Gabriel Wetterberg först som fältproviantmästare och sedan som krigskommissarie. Åren 1682-1685 arbetade han med bergsbruk hos inspektor Elias Linderoth vid Lanfors bruk (senare benämnt Alkvetterns bruk) i Karlskoga bergslag, senare hos jägmästare Andreas Molithaeus i Värmland. Åren 1687-1695 hos Christoffer Geijer, brukspatron vid Bohrs bruk i Bandfjerdingen, Linde socken. 

### Familj
Bergenstråhle gifte sig första gången 17 oktober 1697 (Vireda församling) med Anna Flint (död 1700), dotter till överstelöjtnanten Lars Nilsson Flint och Christina Brattman. Anna Flint var änka efter löjtnanten Israel Rudman. Bergenstråhle och Flint fick tillsammans barnen brukspatronen Nils Bergenstråhle (1698–1767) och Elias Bergenstråhle (född 1699).
Bergenstråhle gifte sig andra gången 3 januari 1702 på Åsandby med Christina Catharina Anckarfjell (död 1736), dotter till majoren Johan Anckarfjell och Margareta Lindeberg. De fick tillsammans barnen hovrättsrådet Johan Gabriel Bergenstråhle (1703–1766) och brukspatronen Carl Henrik Bergenstråhle (1711–1790).
Dessa fyra söner bildade utgångspunkt för den Wetterbergska grenen av den adliga ätten Bergenstråhle, medan styvsönerna Jonas och Lorentz (Anna Flints söner i hennes äktenskap med löjtnanten Israel Rudman) tillhörde den Rudmanska grenen. 
En bror till Bergenstråhle, Henrich Wetterberg (död 1709), var rådman och stadsnotarie i Vimmerby. Sedan dennes änka, prostdottern Märtha Phoenix, avlidit 1721 vistades dottern Anna Margaretha Wetterberg (född 1697) hos sin farbror Gabriel Bergenstråhle.

## Brukspatron på Karlströms bruk
Wetterberg arrenderade från 1696 Lilla Breven (Brevens bruk) i Askers församling, Närke, där det 1677 anlagts en stångjärnshammare. Senare arrenderade han från 1697 Karlströms bruk i Kristbergs socken, Östergötland. År 1705 förvärvade han bruket. 

## Adlandet 1719
Den 28 november 1719 adlades han av drottning Ulrika Eleonora för sina förtjänster inom bergsbruket och bidrag till krigsfinansieringen. Han hade under Karl XII:s norska fälttåg lämnat förskott i spannmål och pengar och trots att Karlström gått med förlust under krigsåren hållit driften uppe och ej låtit verket förfalla. 

## Takmålningar mm i Kristbergs kyrka
Gabriel Bergenstråhle lät bygga till Kristbergs kyrka. År 1725 revs östra väggen och koret byggdes till. Församlingen gjorde dagsverken medan Bergenstråhle stod för övriga kostnader. Bergenstråhle bekostade också takmålningarna samt predikstolen.